# Alenka Zupančič
Alenka Zupančič, född 1 april 1966 i Ljubljana, är en slovensk filosof. Hon är forskare vid Institutet för filosofi vid Slovenska akademin för vetenskap och konst i Ljubljana och gästprofessor vid European Graduate School. Zupančič tillhör Ljubljanas psykoanalytiska skola, vilken vilar på lacansk grund.
Zupančič avlade doktorsexamen vid Ljubljanas universitet 1995. Två år senare avlade hon en andra doktorsexamen vid Université Paris-VIII för Alain Badiou. Zupančičs forskningsområden utgörs av bland annat etik, litteratur, kärlek och komedi.